# Saint-Vaast-en-Chaussée
Pour les articles homonymes, voir Saint-Vaast.
Saint-Vaast-en-Chaussée est une commune française située dans le département de la Somme, en région Hauts-de-France.

## Géographie

### Localisation
Saint-Vaast-en-Chaussée est un village picard de l'Amiénois.
À vol d'oiseau, la localité est située à 5 km au nord d'Ailly-sur-Somme, 8 km au sud-ouest de Villers-Bocage, 10 km au sud-est de Flixecourt, 11 km au nord-ouest d'Amiens et à 31 km au sud-est d'Abbeville.
Le territoire de la commune est limitrophe de ceux de quatre communes.  
Les communes limitrophes sont La Chaussée-Tirancourt, Saint-Sauveur, Vaux-en-Amiénois et Vignacourt.

### Hydrographie
La commune est située dans le bassin Artois-Picardie. Elle n'est drainée par aucun cours d'eau.

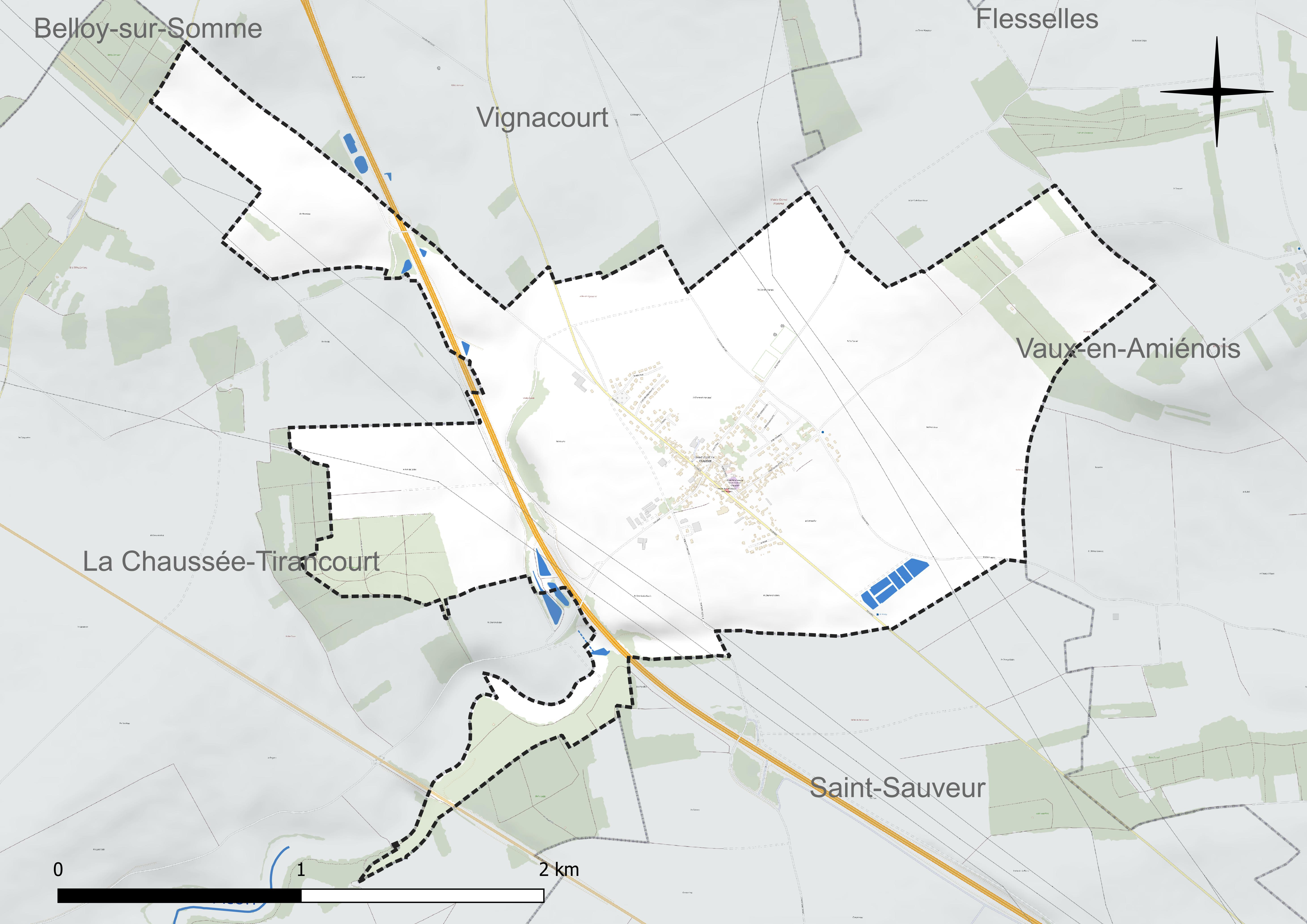
Réseau hydrographique de Saint-Vaast-en-Chaussée.

### Climat
Pour des articles plus généraux, voir Climat des Hauts-de-France et Climat de la Somme.
En 2010, le climat de la commune est de type climat océanique dégradé des plaines du Centre et du Nord, selon une étude du CNRS s'appuyant sur une série de données couvrant la période 1971-2000. En 2020, Météo-France publie une typologie des climats de la France métropolitaine dans laquelle la commune est exposée à un climat océanique et est dans la région climatique Côtes de la Manche orientale, caractérisée par un faible ensoleillement (1 550 h/an) ; forte humidité de l'air (plus de 20 h/jour avec humidité relative > 80 % en hiver), vents forts fréquents.
Pour la période 1971-2000, la température annuelle moyenne est de 10,5 °C, avec une amplitude thermique annuelle de 13,6 °C. Le cumul annuel moyen de précipitations est de 724 mm, avec 11,4 jours de précipitations en janvier et 8,6 jours en juillet. Pour la période 1991-2020, la température moyenne annuelle observée sur la station météorologique la plus proche, située sur la commune de Glisy à 17 km à vol d'oiseau, est de 11,1 °C et le cumul annuel moyen de précipitations est de 646,6 mm,. Pour l'avenir, les paramètres climatiques de la commune estimés pour 2050 selon différents scénarios d'émission de gaz à effet de serre sont consultables sur un site dédié publié par Météo-France en novembre 2022.

## Urbanisme

### Typologie
Au 1er janvier 2024, Saint-Vaast-en-Chaussée est catégorisée commune rurale à habitat dispersé, selon la nouvelle grille communale de densité à sept niveaux définie par l'Insee en 2022.
Elle est située hors unité urbaine. Par ailleurs la commune fait partie de l'aire d'attraction d'Amiens, dont elle est une commune de la couronne,. Cette aire, qui regroupe 369 communes, est catégorisée dans les aires de 200 000 à moins de 700 000 habitants,.

### Occupation des sols
L'occupation des sols de la commune, telle qu'elle ressort de la base de données européenne d'occupation biophysique des sols Corine Land Cover (CLC), est marquée par l'importance des territoires agricoles (81,1 % en 2018), une proportion sensiblement équivalente à celle de 1990 (81,8 %). La répartition détaillée en 2018 est la suivante : 
terres arables (81,1 %), forêts (10,6 %), zones urbanisées (8,3 %). L'évolution de l'occupation des sols de la commune et de ses infrastructures peut être observée sur les différentes représentations cartographiques du territoire : la carte de Cassini (XVIIIe siècle), la carte d'état-major (1820-1866) et les cartes ou photos aériennes de l'IGN pour la période actuelle (1950 à aujourd'hui).

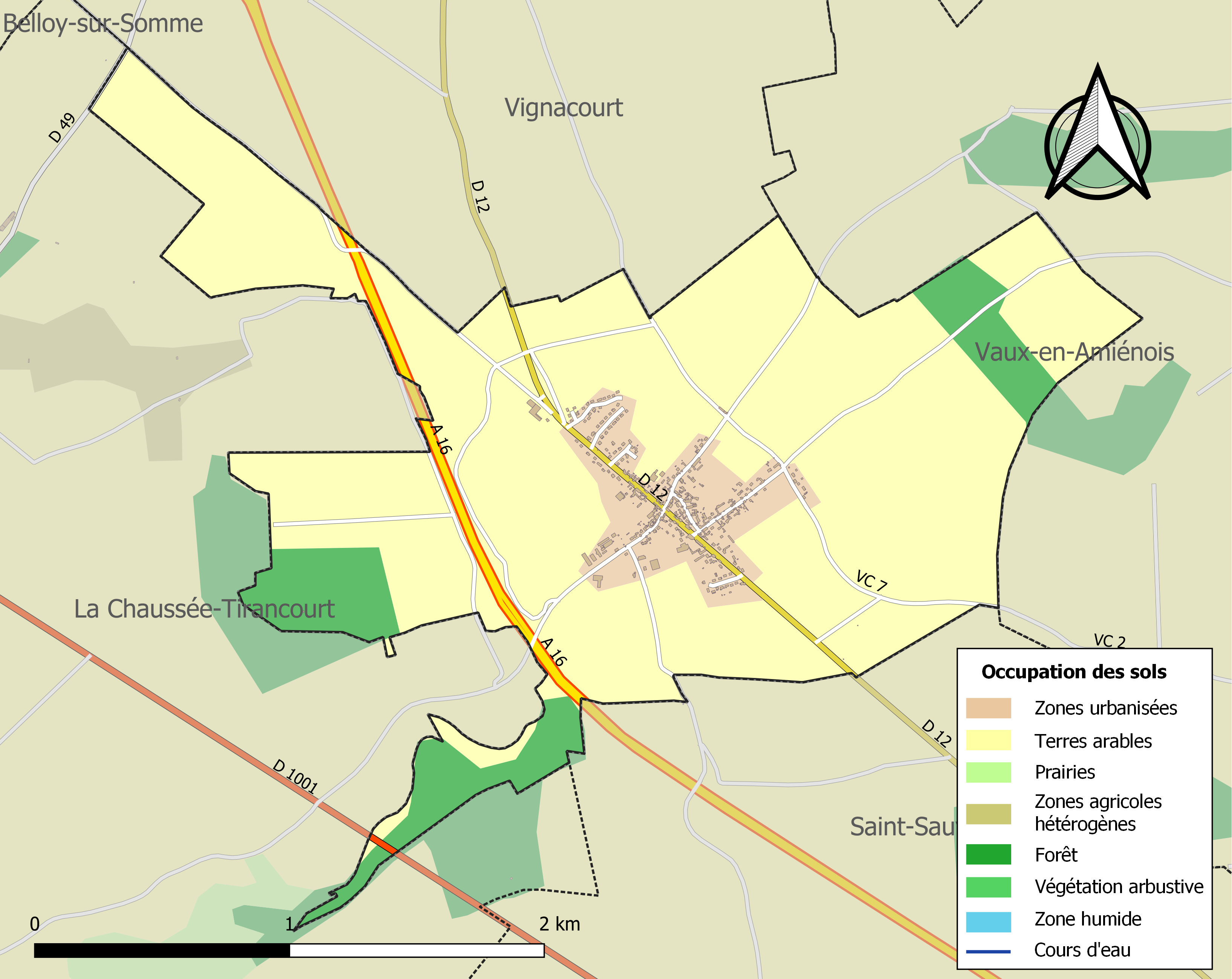
Carte des infrastructures et de l'occupation des sols de la commune en 2018 (CLC).

## Toponymie
Saint-Vaast-en-Chaussée apparaît dans les textes dès le XIe siècle, sous la forme latine Sanctus Vedastus.
Saint-Vaast est un hagiotoponyme qui fait référence à Vaast d'Arras, Saint Vaast ou saint Waast en picard et en wallon (prononcer [sɛ̃ vɑ]), ou Sint-Vaast en néerlandais, saint Vedast sous une forme savante issue du latin Vedastus, voire Wedastus, ou saint Gaston en français († Arras 540), évêque de la Gaule franque. Il est le premier évêque et le saint patron d'Arras et de son diocèse.
Le terme en-Chaussée s'explique par l'existence de la chaussée Brunehaut, très ancienne route Amiens-Abbeville qui passe au sud du territoire communal.

## Histoire
Saint-Vaast était une seigneurie, attestée depuis le XIIIe siècle
Le lieu était, sous l'Ancien Régime un petit village qui comptait environ 200 habitants au XVIIIe siècle.
L'aspect actuel de Saint-Vast remonte essentiellement au XIXe siècle.
En 2018, la commune et celle de Vaux-en-Amiénois envisagent de fusionner. L'employé municipal de Vaux sera d'ailleurs mis à disposition de Saint-Vaast pour la moitié de son temps de travail dès 2018, moyennant le remboursement de cette prestation par la commune bénéficiaire,.

## Politique et administration

### Rattachements administratifs et électoraux
La commune se trouve dans l'arrondissement d'Amiens du département de la Somme (département). Pour l'élection des députés, elle fait partie depuis 2012 de la quatrième circonscription de la Somme.
Après avoir été rattachée au canton de Picquigny de 1793 à 1801, la commune intègre cette année-là le canton de Villers-Bocage. Dans le cadre du redécoupage cantonal de 2014 en France, elle fait désormais partie du canton de Flixecourt.

### Intercommunalité
La commune était membre de la communauté de communes Bocage Hallue, créée fin 1999.
Dans le cadre des dispositions de la loi portant nouvelle organisation territoriale de la République du 7 août 2015, qui prévoit que les établissements publics de coopération intercommunale (EPCI) à fiscalité propre doivent avoir un minimum de 15 000 habitants, la préfète de la Somme propose en octobre 2015 un projet de nouveau schéma départemental de coopération intercommunale (SDCI) qui prévoit la réduction de 28 à 16 du nombre des intercommunalités à fiscalité propre du Département.
Ce projet prévoyait la « fusion des communautés de communes du Bernavillois, du Doullennais et de Bocage Hallue », le nouvel ensemble de 34 661 habitants regroupant 70 communes. À la suite de l'avis favorable du Doullennais, du Bernavillois, de l'avis défavorable de Bocage-Hallue (dont une partie des communes souhaitait rejoindre la communauté d'agglomération Amiens Métropole), la commission départementale de coopération intercommunale donne un avis favorable à la fusion en mars 2016,.
Celle-ci intervient le 1er janvier 2017, créant la communauté de communes du Territoire Nord Picardie à laquelle la commune se retrouve intégrée en 2017, contre son gré.
Elle obtient de la quitter pour intégrer la communauté d'agglomération dénommée Amiens métropole le 1er janvier 2018,,,.

### Liste des maires
| Période                                  | Période                | Identité                     | Étiquette | Qualité                        |
| ---------------------------------------- | ---------------------- | ---------------------------- | --------- | ------------------------------ |
| Les données manquantes sont à compléter. |                        |                              |           |                                |
|                                          |                        | Henri Dècle[réf. nécessaire] |           |                                |
| Les données manquantes sont à compléter. |                        |                              |           |                                |
| 1971                                     | 2001                   | Marcel Courtin               |           |                                |
| mars 2001                                | 2008                   | André Damagnez               |           |                                |
| mars 2008                                | En cours (au 1/6/2020) | Marc Vignolle                |           | Réélu pour le mandat 2020-2026 |

## Population et société

### Démographie
L'évolution du nombre d'habitants est connue à travers les recensements de la population effectués dans la commune depuis 1793. Pour les communes de moins de 10 000 habitants, une enquête de recensement portant sur toute la population est réalisée tous les cinq ans, les populations de référence des années intermédiaires étant quant à elles estimées par interpolation ou extrapolation. Pour la commune, le premier recensement exhaustif entrant dans le cadre du nouveau dispositif a été réalisé en 2005.

En 2022, la commune comptait 503 habitants, en évolution de +0,8 % par rapport à 2016 (Somme : −1,26 %, France hors Mayotte : +2,11 %).
| 1793 | 1800 | 1806 | 1821 | 1831 | 1836 | 1841 | 1846 | 1851 |
| ---- | ---- | ---- | ---- | ---- | ---- | ---- | ---- | ---- |
| 470  | 526  | 616  | 644  | 738  | 735  | 748  | 757  | 701  |

| 1856 | 1861 | 1866 | 1872 | 1876 | 1881 | 1886 | 1891 | 1896 |
| ---- | ---- | ---- | ---- | ---- | ---- | ---- | ---- | ---- |
| 732  | 748  | 727  | 713  | 692  | 607  | 565  | 522  | 485  |

| 1901 | 1906 | 1911 | 1921 | 1926 | 1931 | 1936 | 1946 | 1954 |
| ---- | ---- | ---- | ---- | ---- | ---- | ---- | ---- | ---- |
| 421  | 348  | 300  | 260  | 224  | 208  | 221  | 186  | 172  |

| 1962 | 1968 | 1975 | 1982 | 1990 | 1999 | 2005 | 2006 | 2010 |
| ---- | ---- | ---- | ---- | ---- | ---- | ---- | ---- | ---- |
| 229  | 281  | 347  | 484  | 528  | 563  | 522  | 512  | 518  |

| 2015 | 2020 | 2022 | - | - | - | - | - | - |
| ---- | ---- | ---- | - | - | - | - | - | - |
| 503  | 485  | 503  | - | - | - | - | - | - |

### Enseignement
Pour l'année scolaire 2016-2017, les enfants sont scolarisés au sein du regroupement pédagogique (RPI) de Saint-Vaast-en-Chaussée et de Vaux-en-Amiénois. Le syndicat intercommunal scolaire (SISCO) gère une école publique, maternelle et élémentaire de 40 élèves, située en zone B, dans l'académie d'Amiens.
Un ensemble scolaire a été construit par les deux communes.

## Culture locale et patrimoine

### Lieux et monuments
- L'église[38]

Située au cœur du village, à côté de la mairie, l'église est placée sous le vocable de saint Vaast. Elle remonte à 1833, comme l'atteste la date portée sur sa façade. C'est un édifice de style néo-classique, à vaisseau unique, construit en lits alternés de briques et pierres calcaires, pour les élévations nord et sud et en calcaire seul pour la façade principale.
D'un plan simple et d'un intérieur assez sobre, l'église possède un maître-autel réalisé en 1844 et des verrières illustrant la dévotion à saint Vaast, exécutées par la maison Bazin en 1875. Deux verrières, saint Jean-Baptiste et sainte Thérèse d'Avila, sont signées « Veuve Nicolas Lorin, Chartres », Marie Françoise Dian à sa naissance, datées entre 1882 et 1889 et répertoriées dans l'Inventaire général du patrimoine culturel (baies 9 et 10).
La cloche, fondue en 1861, est en acier, ce qui est assez rare pour être souligné.

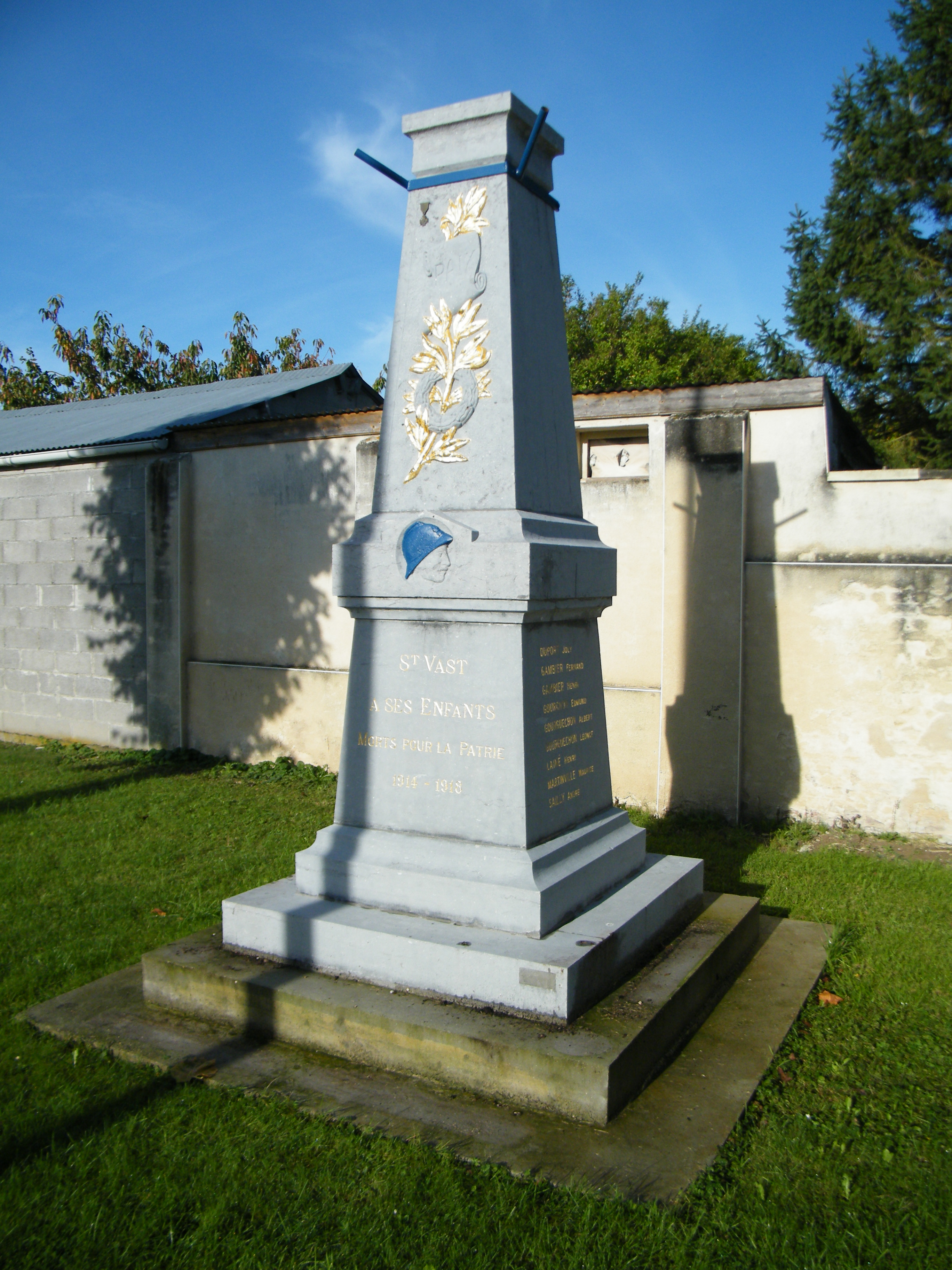
Le monument aux morts.
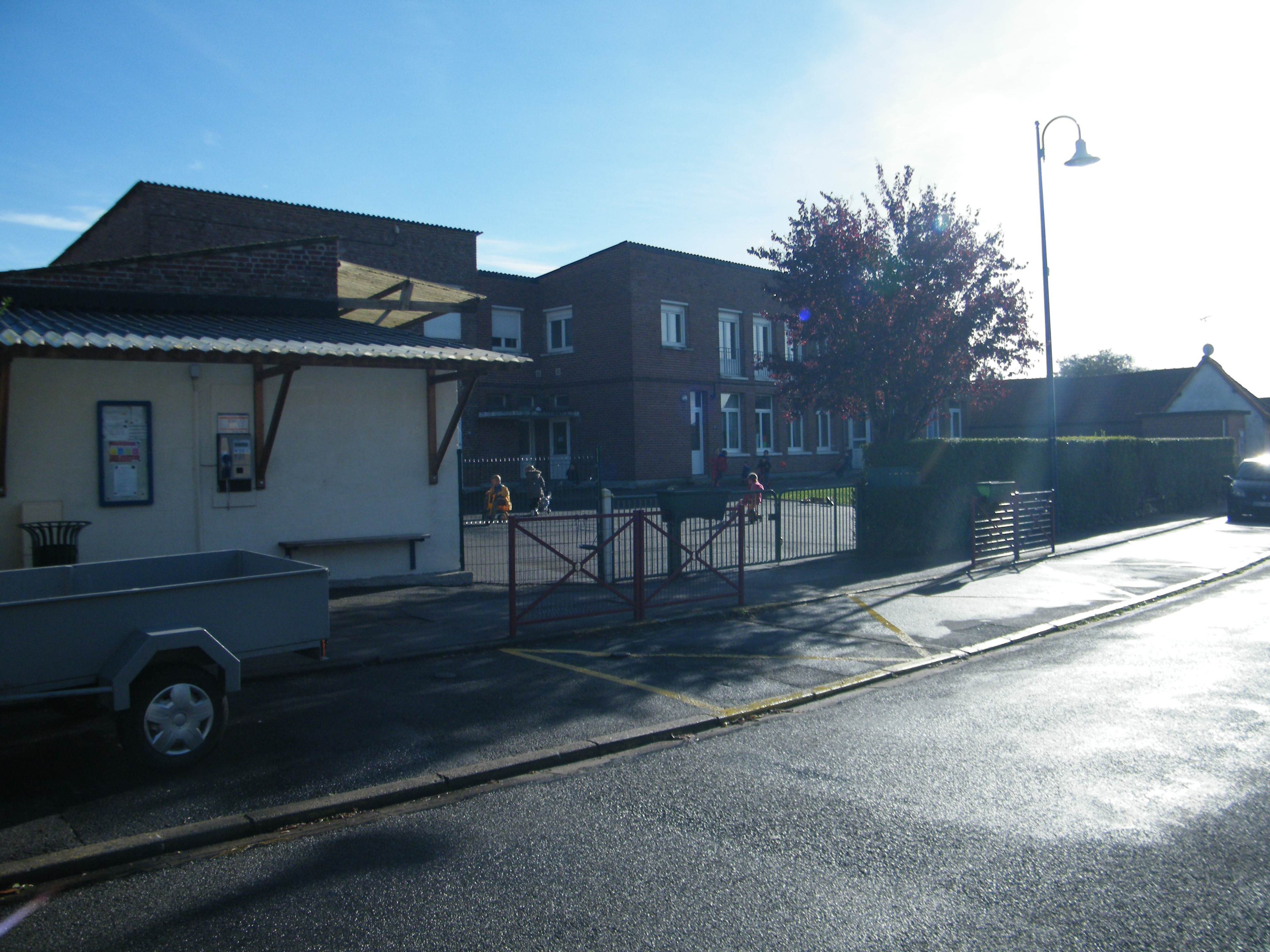
L'école.
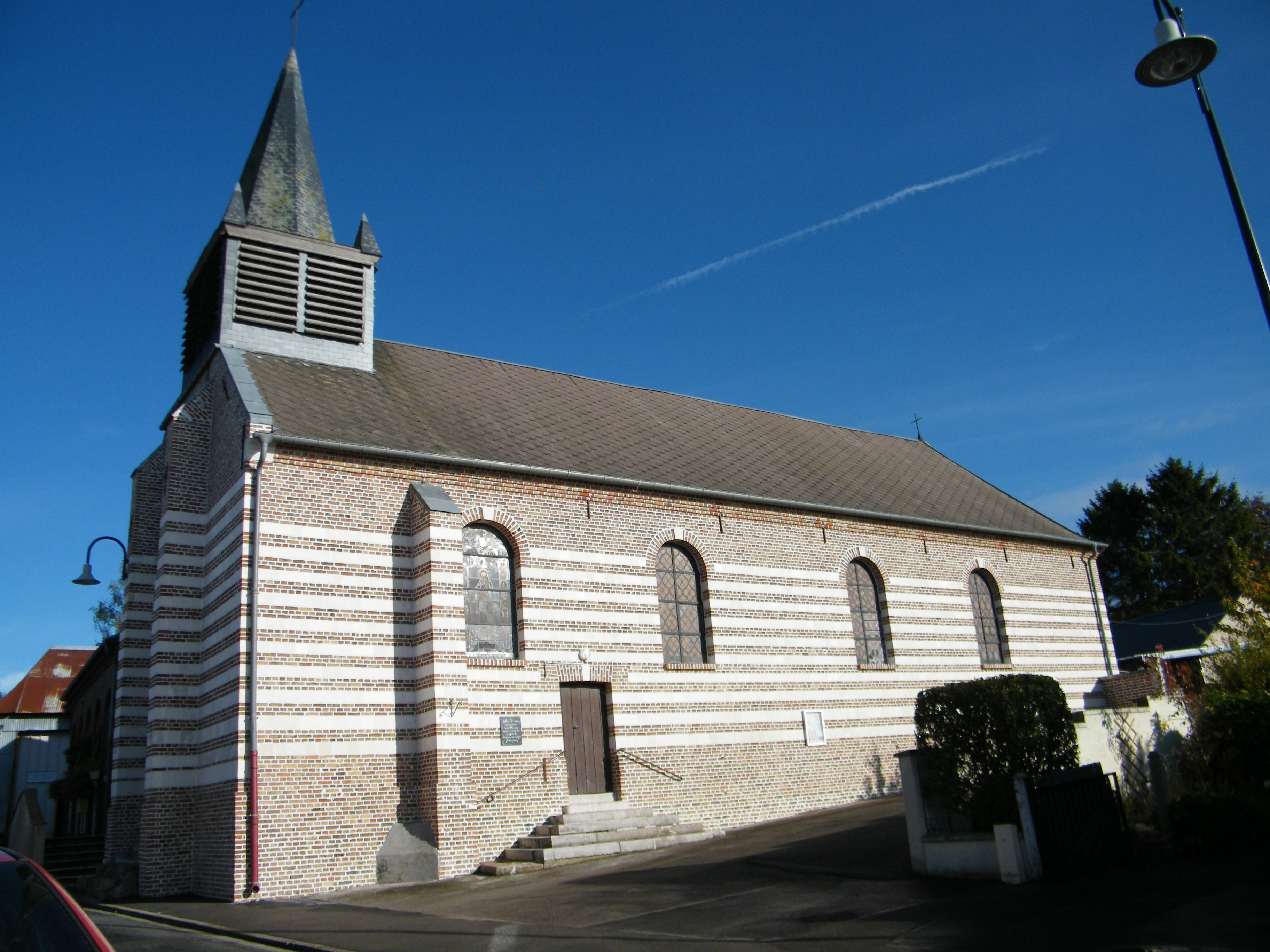
L'église Saint-Vaast.

### Personnalités liées à la commune
- Henri Dècle (1939-2012), professeur des écoles, de Saint-Vaast-en-Chaussée[réf. nécessaire].

### Héraldique
| Blason de Saint-Vaast-en-Chaussée | Blason  | De gueules à deux têtes de mulet de profil affrontées et accolées, la première de sable oreillée et chevelée d'argent, la seconde d'argent, oreillée et chevelée de sable. |
| Blason de Saint-Vaast-en-Chaussée | Détails | La première apparition du blason semble dater de 1998. Il a ensuite été repris en plusieurs circonstances,. Le statut officiel du blason reste à déterminer.               |